# Rio Guadiana Menor
O rio Guadiana Menor é um rio da Andaluzia e um dos principais afluentes do rio Guadalquivir. Tem uma extensão total de 152 km (incluída a extensão de um dos seus afluentes, o rio Guardal). Atravessa as províncias de Granada e Jaén.

## Toponímia
O nome tem origem independente do rio Guadiana, pois provém de seu nome original hispano (Anas) com o prefixo árabe Wadi (rio).

## Geografia
O Guadiana Menor vem da confluência dos rios Fardes e Guardal, do que são afluentes os rios Castril, Cúllar, Baza e o Guadalentín, que não deve se confundir com o afluente do Rio Segura.
Em alguns casos, aplica-se também o nome de Guadiana Menor ao trecho entre a barragem e a confluência com o Rio Fardes.
A Confederación Hidrográfica del Guadalquivir publicou em 1977 um livro chamado Guadalquivires, em que se afirmava a tese de que a verdadeira fonte do rio Guadalquivir era o Guadiana Menor.

## Bacia Hidrográfica
A sua Bacia inclui as bacias do rio Baza e do Guadix, antigo mar interior no Plioceno que abriu suas águas ao rio Guadalquivir pela Cerrada del Negratín formando o atual Guadiana.
Nesta bacia, as precipitações são muito escassas, o que, somado ao carácter de seu solo formado na sua maior parte por gessos, faz com que os rios que desaguam no Guadiana sejam intermitentes e irregulares. A ampla bacia engloba terras das províncias de Granada, Jaén, Albacete, Múrcia e Almería. 
A bacia do Guadiana Menor é a segunda maior em extensão de todos os afluentes do Guadalquivir com uma superfície de 7251 km². A primeira é a do rio Genil. Seus principais afluentes são os rios Fardes e Guadahortuna.